# Forsvarets Civilundervisning
Forsvarets Civilundervisning var en civil uddannelsesorganisation under forsvaret, der eksisterede 1952-1973, og som tog sig af at undervise de værnepligtige i almene kundskaber uden tilknytning til deres militære uddannelse.
Civilundervisningen blev oprettet i 1952 som en en følge af, at Danmark efter at være blevet medlem af NATO måtte styrke det militære beredskab og som følge deraf forlænge de værnepligtiges tjenestetid fra 12 til 18 måneder.
Det blev i den forbindelse besluttet fra politisk hold, at de værnepligtige under den lange tjenestetid skulle tage del i en almendannende og faglig undervisning i tjenestetiden, således at de fik et uddannelsesmæssigt udbytte af værnepligtstiden, som de senere ville kunne få gavn af i deres efterfølgende civile tilværelse. Civilundervisningen blev for at løse denne opgave etableret som en civil skole i det militære miljø.
Den første chef for Forsvarets Civilundervisning blev cand.theol. Jørgen Bøgh, som fik titel af undervisningsinspektør. Begyndelsen var besværlig, da der var en hel del modvilje imod Civilundervisningen i det militære miljø og de fysiske rammer for undervisnignen samt lærerkorpset lod meget tilbage at ønske. 
Det lykkedes dog for Bøgh ved en entusiastisk indsats at få stablet organisationen på benene og han stod selv for udarbejdelsen af undervisningens grundbog Medborgerbogen og rekrutterede en lang række kvalificerede lærere, ofte med en utraditionel baggrund i forhold til at undervise forsvarets personel. Man kæmpede med pædagogiske udfordringer, uegnede lokaler, uregelmæssigt fremmøde og en god portion uvilje fra forsvarets personel.
Sidst i 60'erne blev tjenestetiden forkortet og sammenholdt med et generelt højere uddannelsesniveau i samfundet og et ændret politisk klima førte dette gradvist til Civilundervisningens nedlæggelse i 1973.